# Jim Dwyer
Jim Dwyer (Nueva York, 4 de marzo de 1957 - Ibídem., 8 de octubre de 2020) fue un periodista y autor estadounidense ganador del Premio Pulitzer. Fue reportero y columnista de The New York Times, y autor o coautor de seis libros de no ficción. Escribió columnas para New York Newsday y New York Daily News antes de unirse al Times.   Apareció en el documental Central Park Five del 2012 y fue retratado en el escenario en Lucky Guy de Nora Ephron (2013). Dwyer había ganado el Premio Pulitzer en 1995 por sus "columnas convincentes y compasivas sobre la ciudad de Nueva York"  y también fue miembro del equipo de New York Newsday que ganó el Pulitzer de 1992 por reportajes de noticias al momento por la cobertura de un descarrilamiento del metro en Manhattan.

## Biografía
Dwyer nació el 4 de marzo de 1957 en Manhattan, uno de los cuatro hijos de Philip y Mary (de soltera Molloy) Dwyer, quienes eran inmigrantes católicos irlandeses. Dwyer se graduó de la Escuela William R. Kelly en 1971. Después en la Escuela Loyola practicó varios deportes, se unió al club de teatro, fue editor del periódico escolar y se graduó en 1975. Más tarde asistió a la Universidad de Fordham, donde obtuvo una licenciatura en ciencias generales, en 1979. Mientras estaba en Fordham, el futuro gobernador de Nueva York, Andrew Cuomo, fue su compañero de clase. En 1980, recibió una maestría de la Escuela de Periodismo de la Universidad de Columbia.
Dwyer se casó con Catherine Muir, profesora de informática, en 1981. Tuvieron dos hijas; Maura Dwyer y Catherine Elizabeth Dwyer.
Dwyer falleció el 8 de octubre de 2020, a la edad de sesenta y tres años, debido a complicaciones del cáncer de pulmón que padecía.

## Carrera
En 1992, Dwyer fue miembro de un equipo en New York Newsday que ganó el Premio Pulitzer por Spot News Reporting por su cobertura del descarrilamiento de Union Square de 1991, y en 1995, como columnista de New York Newsday, recibió el premio Pulitzer de comentario por columnas compasivas y convincentes sobre la ciudad de Nueva York. Además del Times y Newsday, trabajó en Hudson Dispatch, Elizabeth Daily Journal, The Record of Hackensack y The New York Daily News. Se unió al Times en mayo de 2001 y contribuyó a la cobertura del periódico de los ataques del 11 de septiembre, la invasión de Irak, y cómo supuestamente se manipuló la inteligencia para crear la ilusión de que Irak poseía armas de destrucción masiva.  Fue columnista de About New York en el Times desde abril de 2007 hasta su muerte en 2020.

## Trabajos
Dwyer es autor o coautor de seis libros de no ficción, incluidos algunos como:

### Más impresionante que el dinero
"More Awesome Than Money: Four Boys, Three Years, and a Chronicle of Ideals and Ambition in Silicon Valley", es un relato de no ficción de cuatro niños que se propusieron combatir el monopolio de Facebook en las redes sociales mediante la construcción de un Red social alternativa llamada Diaspora. Al escribir en The Daily Beast, Jake Whitney describió el libro como "una lectura emocionante, asombrosamente detallada e investigada, alternativamente llena de suspenso y desgarradora". El libro sigue a los cuatro estudiantes universitarios de la Universidad de Nueva York inspirados por el profesor de derecho e historiador Eben Moglen para crear una mejor red social, a través de una avalancha de apoyo que reciben en Kickstarter en 2010, la muerte del cofundador Ilya Zhitomirskiy en 2011 y hasta la transferencia del proyecto en 2013 a una comunidad de desarrolladores de software libre que continúan perfeccionándolo. Su trabajo se sitúa en el contexto de las relaciones dinámicas entre la web abierta, la vigilancia digital y la sociedad libre, y los continuos esfuerzos de grupos como la Fundación Mozilla para evitar el dominio de la web por intereses comerciales. "En las sombras, cada vez más idealistas expresan su oposición en código: piratas informáticos con una brújula moral", escribió Marcus Brauchli en el Washington Post, calificando el libro como un "relato animado" que "encuentra heroísmo y éxito, traición e incluso, en última instancia, tragedia en la búsqueda precipitada de una causa".

### Convicción falsa
"False Conviction: Innocence, Science and Guilt", es un libro interactivo creado en colaboración con Touch Press, el desarrollador líder de "libros vivientes", y el New York Hall of Science. Mediante videos, animaciones y texto, el libro explora la ciencia detrás de los errores en la sala del tribunal y las investigaciones criminales y muestra las salvaguardias de rutina que otros campos usan para protegerse contra ellos. El lector puede jugar juegos interactivos en el libro que muestran cómo los errores cotidianos pueden convertirse en falsas convicciones. "Los no científicos encontrarán la discusión del libro sobre estas complejas cuestiones científicas clara y accesible, y los científicos las encontrarán lo suficientemente profundas y detalladas como para mantener el interés y despertar más investigaciones", escribió Hugh McDonald en la revista del museo, Exhibicionista. "False Conviction" aboga por una reforma y lo hace de manera contundente y atractiva. Estas convincentes historias de tragedia, ciencia y la búsqueda de la verdad están disponibles para una audiencia mucho más amplia que si fueran el tema de una exposición clásica de ladrillos y cemento. Con "False Conviction", el New York Hall of Science demuestra que los museos pueden ir más allá de sus propios muros para crear investigaciones convincentes de problemas complejos en la intersección de la ciencia y la sociedad ". Concebido por Eric Siegel, director de contenido del Hall of Science, y Peter Neufeld, cofundador del Innocence Project, el libro fue desarrollado por el Hall of Science, en consulta con el Innocence Project, con una subvención del Programa de la Fundación Alfred P. Sloan para la comprensión pública de la ciencia, la tecnología y la economía.

### 102 minutos
"102 Minutes: The Untold Story of the Fight to Survive Inside the Twin Towers"  fue un libro coescrito con Kevin Flynn, editor de The New York Times Company, quien fue finalista del Premio Nacional del Libro 2005. El libro narra los 102 minutos que permanecieron las torres gemelas del World Trade Center después de que comenzaran los ataques del 11 de septiembre de 2001. Las fuentes incluyeron entrevistas con sobrevivientes, cintas de operaciones policiales y de bomberos, llamadas al 911 y otro material obtenido bajo solicitudes de libertad de información, incluidas 20.000 páginas de transcripciones de cintas, historias orales y otros documentos.

### Vidas del metro
Dwyer es el autor de "Subway Lives: 24 horas en la vida de los subterráneos de Nueva York", que el crítico Jonathan Yardley dijo que era "un libro tan bueno como uno podría esperar encontrar sobre Nueva York". Sigue la vida de seis neoyorquinos y está ambientada en el día en que estuvo en servicio el último tren cubierto de graffiti. Escribiendo en The Washington Post, Yardley dijo: "Subway Lives es un libro que no solo te dice todo lo que secretamente querías saber sobre el metro, sino que también te permite ver Nueva York desde una novela, un punto de vista revelador... En todos los sentidos, es un libro excelente". En Los Angeles Times, Devon Jerslid escribió: "'Subway Lives puede ser dura, pero se entiende mejor como un poema épico, y el propio Dwyer aparece como una figura ligeramente homérica, un bardo urbano de finales del siglo XX que encuentra algo heroico en (y debajo) de las mezquinas calles de Gotham". Gran parte del material para el libro provino de su trabajo como columnista del metro de 1986 a 1989 para New York Newsday.

## Cine y teatro
El cineasta Ken Burns describió a Dwyer como el coro griego del documental de 2012, Central Park Five, realizado por Sarah Burns y David McMahon, sobre las condenas injustas de cinco adolescentes en un ataque a un corredor. El actor Michael Gaston interpretó a Dwyer en Lucky Guy, una obra de Nora Ephron sobre el amigo de Dwyer, Mike McAlary, el fallecido columnista ganador del Premio Pulitzer, que se presentó en Broadway en 2013, protagonizada por Tom Hanks como McAlary. Dwyer escribió sobre McAlary y sus conversaciones con Ephron para The New York Times.

## Libros
- Dwyer, Jim (2014). More Awesome Than Money : Four Boys, Three Years, and a Chronicle of Ideals and Ambition in Silicon Valley. 3M Company. New York: Penguin Group US. ISBN 978-0-698-17630-0. OCLC 894035429.